# Montferrat (Isère)
Montferrat è un comune francese di 1 589 abitanti situato nel dipartimento dell'Isère nella regione dell'Alvernia-Rodano-Alpi.

## Società

### Evoluzione demografica
Abitanti censiti